# Biandronno
Biandronno est une commune italienne de la province de Varèse dans la région Lombardie.

## Toponyme
Provient de l'ancien nom de personne Blandiro en ajoutant le suffixe -onno. 
Selon la tradition (sans fondement historique), il découle du latin blandum onus, ce qui permettrait d'identifier une espèce de tribut de pêche, que le pays dévolût à Milan.

## Économie
En 1999, le fabricant de moto MV Agusta ouvre à Cassinetta di Biandronno sa nouvelle usine. Le groupe compte alors 500 employés, dont 150 en recherche et développement.
L'usine SWM y est aussi installée depuis 2015 dans les anciens quartiers généraux de Husqvarna. Whirlpool Corporation y fabrique des fours, micro-ondes et réfrigérateurs encastrables.

## Administration
| Période                                  | Période    | Identité           | Étiquette | Qualité |
| ---------------------------------------- | ---------- | ------------------ | --------- | ------- |
| 2004                                     | 2009 2009- | Antonio Calabretta | Lega Nord |         |
| Les données manquantes sont à compléter. |            |                    |           |         |

### Hameaux
Cassinetta, Isolino Virginia, Monteggia

### Communes limitrophes
|                  | Bardello   | Gavirate        |
| Bregano          | Biandronno |                 |
| Travedona-Monate | Ternate    | Cazzago Brabbia |